# Ta’ Xindi Farmhouse
Ta’ Xindi  Farmhouse, znany też jako Ta’ Xindi  Headquarters oraz Kappara Outpost – XVIII-wieczny dom gospodarski, zbudowany w San Ġwann na Malcie w czasach rządów Zakonu św. Jana. Oryginalnie zaprojektowany jako farmhouse, lecz przechodził adaptacje do różnych celów.
Obiekt, znajdujący się na przedmieściu Kappara, służył swemu pierwotnemu celowi przez dwieście lat. Podczas francuskiej okupacji Malty wykorzystywany był jako polowa kwatera powstańców maltańskich walczących przeciwko Francuzom. Właściciel budynku Vincenzo Borg był, obok Emmanuela Vitale i Francesca Saveria Caruany, jednym z przywódców powstania, znanego jako Gharghar rise. W czasach brytyjskich umieszczono na budynku tablicę, upamiętniającą rolę Borga w rewolcie.
Opinia publiczna zwróciła na obiekt uwagę, kiedy wspomniany został w Parlamencie Malty przez premiera Lawrence’a Gonziego, a następnie wpisany na listę zabytków przez Malta Environment and Planning Authority. Dziś jest on narodowym zabytkiem kultury. Znajduje się w prywatnych rękach, i po odnowieniu, służy jako dom mieszkalny.

## Opis i lokalizacja

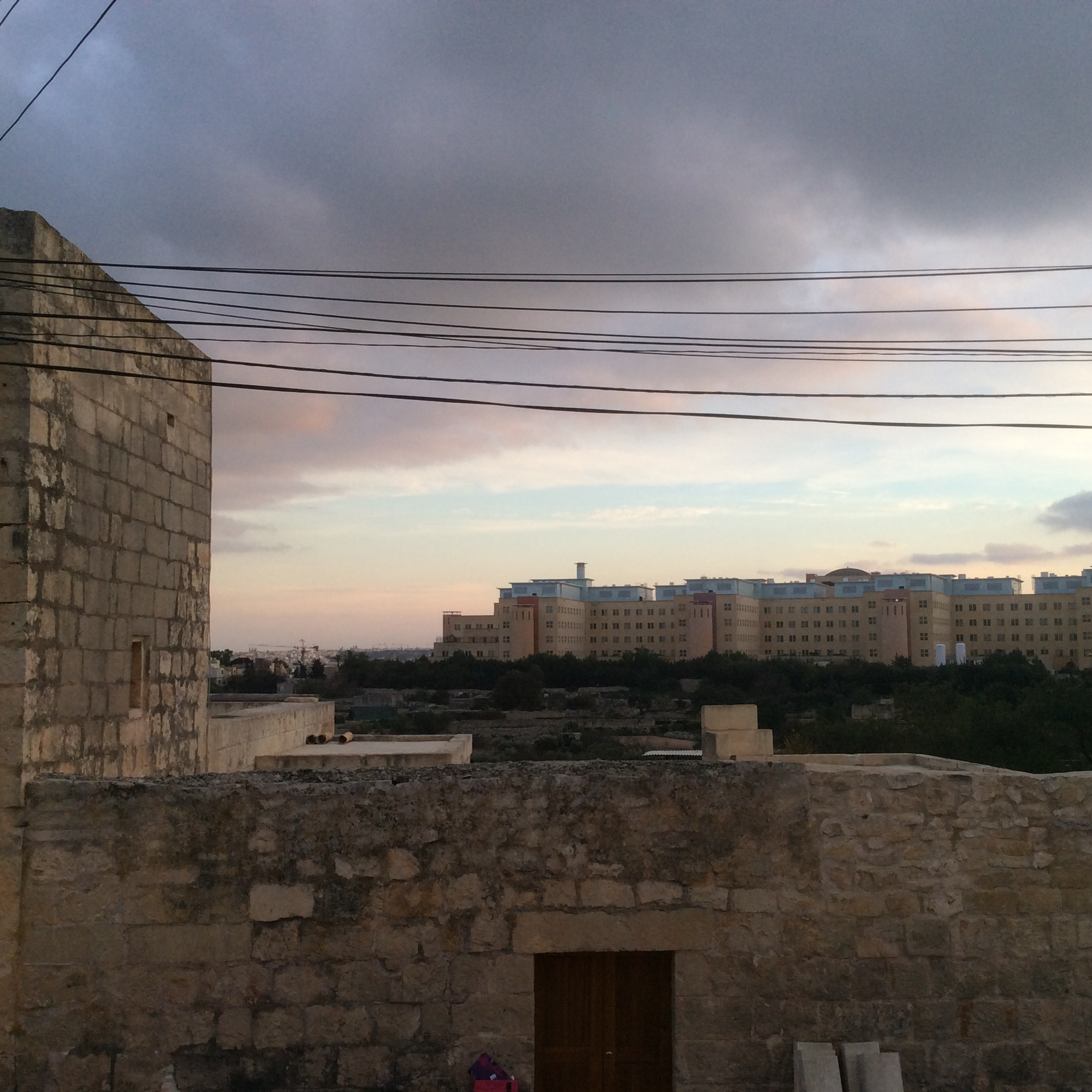
Tereny uprawne oraz mur graniczny gospodarstwa Ta’ Xindi ; w tle Mater Dei Hospital

Ta’ Xindi  Farmhouse zbudowany został przez maltańskich rolników podczas rządów zakonu joannitów na Malcie. Budynek zaprojektowano jako skromny i prosty, zaspokajający potrzeby każdego gospodarstwa w tamtych czasach, w zależności od lokalnych potrzeb. Zbudowany na przedmieściu zwanym Kappara, części San Ġwann. Stoi na wzgórzu ponad polami uprawnymi. W niedużej odległości, w Birkirkarze, znajduje się szpital Mater Dei. Teren podlega San Gwann Local Council.

## Historia
Pod koniec rządów joannitów na Malcie budynek należał do kupca Vincenza Borga, znanego powszechnie jako Brared. W roku 1798 Malta została najechana przez Francuzów, dowodzonych przez Napoleona, podczas jego ekspedycji do Egiptu. By kontrolować wyspę, pozostawił na niej ponad 3000 ludzi.

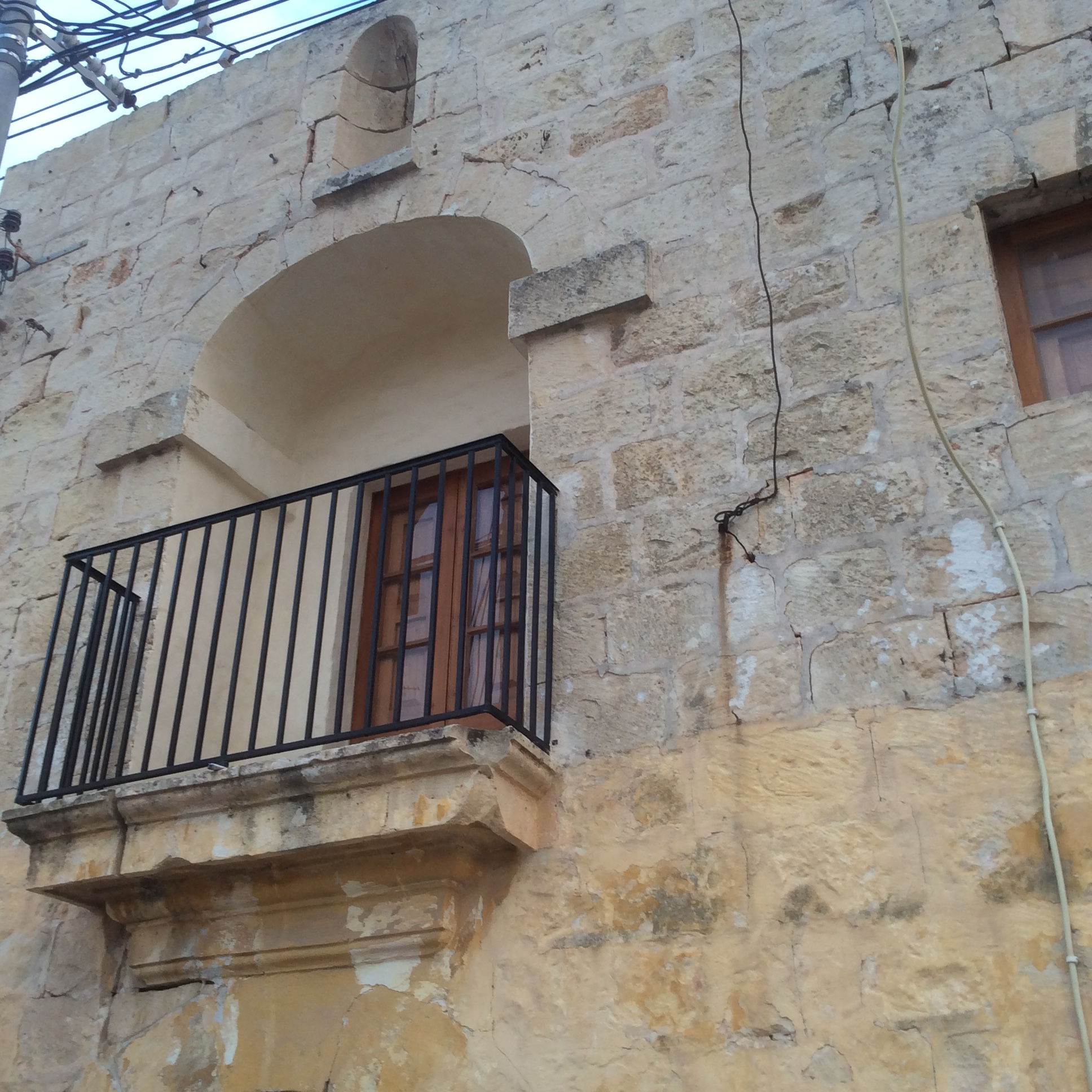
Balkon oraz nisza w Ta’ Xindi Farmhouse

Początkowo Maltańczycy wspomagali Francuzów, lecz nie otrzymawszy w zamian tego, czego oczekiwali, przy wzrastającym niezadowoleniu oraz wspomagani przez właścicieli ziemi i Kościół katolicki (Vincenzo Labini, biskup Malty, znał plany powstańców), rozpoczęli walkę z okupantami, tworząc w różnych miejscach ochotnicze bataliony. W takiej atmosferze Ta’ Xindi Farmhouse stał się również znany jako San Gwann Headquarters, kiedy kapitan Vincenzo Borg przejął dowództwo powstania przeciwko Francuzom, znanego jako Gharghar rise. Przedstawiciel Anglii, późniejszy Cywilny Komisarz Malty Alexander Ball pierwotnie nie ufał Vincenzowi Borgowi, w przekonaniu, że ten chce przejąć władzę nad Maltańczykami.
Podczas walk, farmhouse, teraz wysunięty posterunek, używany był jako tajny punkt dowodzenia, kiedy żołnierze francuscy przejęli kontrolę nad fortyfikacjami Malty. Budynek został obsadzony przez batalion Kongresu Narodowego z Birkirkary, liczący 550 żołnierzy pochodzących z okolicy, którzy strzegli i patrolowali pobliski obszar, a w razie potrzeby atakowali wspólnie z posterunkami w Birkirkarze i Mosta. 2 września powstańcom udało się zdobyć dwa 18-funtowe działa, które zostały umieszczone w budynku i czasem używane. 9 lutego 1799 roku Vincenzo Borg osobiście wywiesił na pobliskiej Baterii Għargħar flagę Wielkiej Brytanii, po raz pierwszy w historii Malty. Na fasadzie budynku znajduje się tablica, upamiętniająca ten fakt.
W czasie powstania, w nagłych wypadkach, mimo niewielkich rozmiarów budynek służył też jako szpital dla wielu rodzin, w tym uchodźców z większych miast, którzy uciekli na tereny wiejskie po zajęciu miast przez Francuzów.
W 1833 roku Borg został odznaczony przez Brytyjczyków Orderem św. Michała i św. Jerzego. John Hookham Frere, brytyjski dyplomata i pisarz, przyjaźnił się z Borgiem, darząc go wielkim szacunkiem za rolę, jaką ten odegrał w walce przeciw Francuzom. Kiedy Borg zmarł, Frere wygrawerował stosowny napis na jego grobowcu w bazylice św. Heleny w Birkirkarze.

## Współczesność

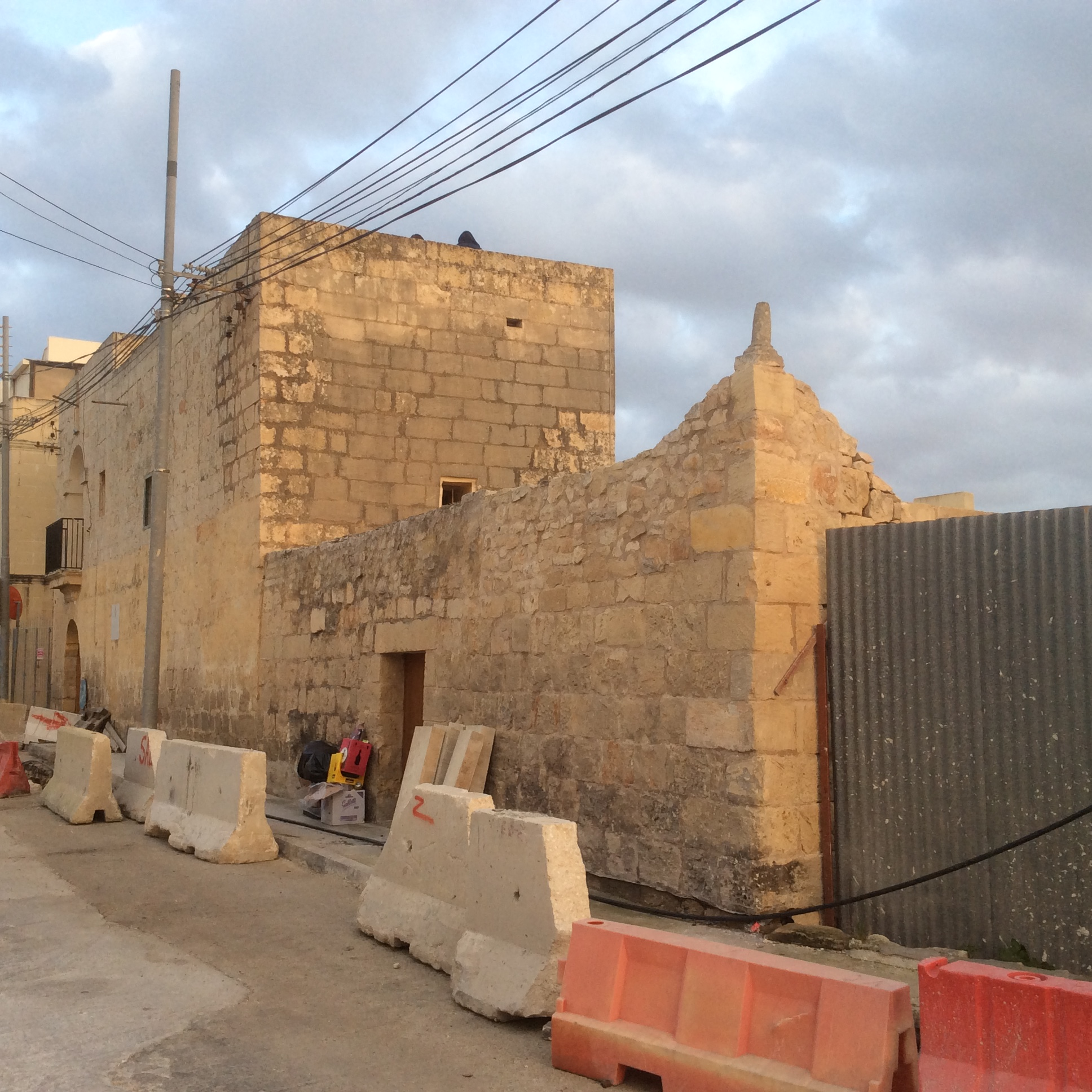
Prace na drodze, podjęte w celu upiększenia otoczenia budynku

Opinia publiczna została zaalarmowana, kiedy niektóre elementy budynku zostały zburzone podczas renowacji. Ówczesny premier Lawrence Gonzi zwrócił wtedy uwagę na farmhouse i jego bogatą historię. Podjęto środki zaradcze. 
Budynek pozostaje w rękach prywatnych jako dom mieszkalny. Na frontowej elewacji budynku znajduje się tablica pamiątkowa upamiętniająca Gharghar rise (powstanie Gharghar) przeciwko Francuzom, oraz kierowniczą rolę Vincenza Borga.

### Tablica pamiątkowa

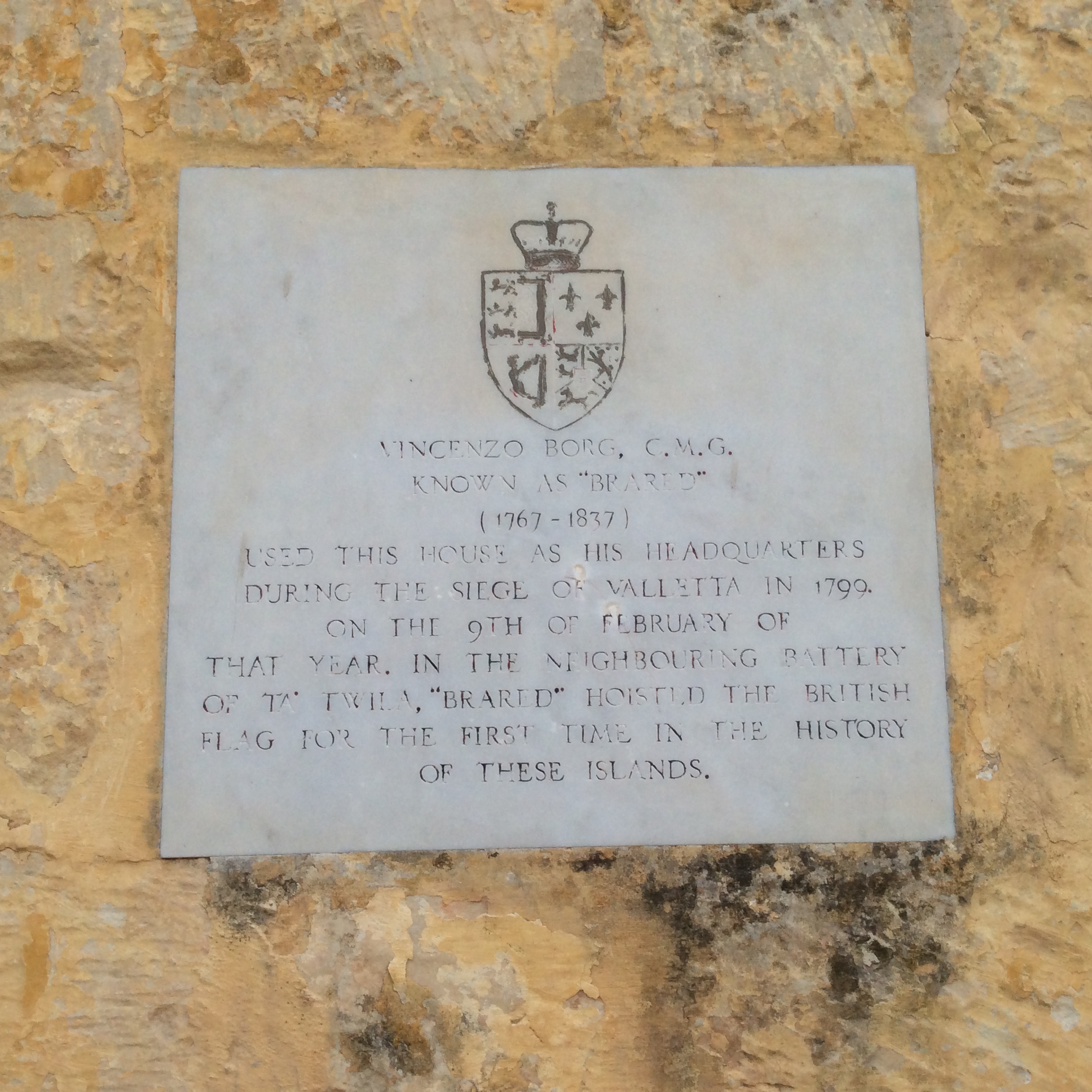
Tablica pamiątkowa na fasadzie Ta’ Xindi Farmhouse

Na tablicy pamiątkowej znajduje się napis:

Vincenzo Borg, C.M.G.

Known As "Brared"

(1767-1837)

Used This House As His Headquarters

During The Siege of Valletta in 1799.

On The 9th of February Of

That Year. In The Neighbouring Battery

Of Ta’ Twila, "Brared" Hoisted The British

Flag For The Very First Time In The History

Of These Islands.

(„Vincenzo Borg, CMG, znany jako „Brared” (1767–1837) miał w tym domu swoją kwaterę główną podczas oblężenia Valletty w 1799. 9 lutego tegoż roku na pobliskiej baterii Ta’ Twila, „Brared” umieścił brytyjską flagę po raz pierwszy w historii tych wysp”) 

## Dziedzictwo
Ta’ Xindi  Farmhouse zaliczony jest przez Malta Environment and Planning Authority (MEPA) jako pomnik narodowy stopnia 1., z racji swojej historii najwyższej możliwej rangi. Jest również umieszczony na liście National Inventory of the Cultural Property of the Maltese Islands pod nr. 01222.